# Forensik
Forensik ist ein Sammelbegriff für wissenschaftliche und technische Arbeitsgebiete, in denen kriminelle Handlungen systematisch untersucht werden. Der Begriff stammt vom lateinischen forensis „zum Forum, Marktplatz gehörig“. Gerichtsverfahren, Untersuchungen, Urteilsverkündungen sowie der Strafvollzug im antiken Rom wurden öffentlich und meist auf dem Marktplatz (Forum) durchgeführt.

## Etymologie
Das Wort forensisch kommt vom lateinischen Begriff forēnsis, was „von oder vor dem Forum“ bedeutet. Die Geschichte des Begriffs stammt aus der römischen Zeit, in der eine strafrechtliche Anklage bedeutete, den Fall vor einer Gruppe von öffentlichen Personen auf dem Forum zu präsentieren. Sowohl die Person, die des Verbrechens beschuldigt wurde, als auch der Ankläger hielten Reden, in denen sie ihre Sicht der Dinge darlegten. Der Fall wurde zu Gunsten desjenigen entschieden, der die besten Argumente und Reden vorbrachte. Dieser Ursprung ist die Quelle der beiden modernen Verwendungen des Wortes forensisch – als eine Form der juristischen Beweisführung und als eine Kategorie der öffentlichen Präsentation.

## Untergebiete
Die Auftraggeber forensischer Untersuchungen sind Staatsanwälte, Gerichte und Polizeidienststellen. Zu fast jeder Aufgabenstellung muss von den sogenannten forensischen Sachverständigen ein Gerichtsgutachten verfasst werden.
Die forensische Kriminaltechnik ist in Deutschland meist an eigenen Instituten angesiedelt, eingegliedert in die Strukturen des Bundeskriminalamts bzw. der Landeskriminalämter. Davon zu unterscheiden ist die Rechtsmedizin.
| Forensik | Forensik | Forensik | Forensik | Forensik | Forensik |
| --- | --- | --- | --- | --- | --- |
| Medizin- wissenschaften | Natur- wissenschaften | Ingenieur- wissenschaften | Informatik und Kommunikation | Sozial- wissenschaften | Human- wissenschaften |
| Rechtsmedizin - Thanatologie, Pathologie Todesursachen- ermittlung durch Leichenschau - Traumatologie / Unfallchirurgie - Wundballistik - Alkohologie, Drogendiagnostik - Leichenidentifizierung Odontologie - Bissspuren - Leichenidentifizierung anhand von Zähnen - Altersdiagnostik Anthropologie - Gesichts- rekonstruktion - Leichen- identifizierung anhand von Knochen - Altersdiagnostik | Forensische Chemie - Betäubungsmittel - Toxikologie - Explosivstoffe - Schmauchspuren - Brandanalytik - Materialanalytik (Glas, Lack, Metall, Kunststoff, etc.) Biologie - DNA-Analytik - Haaranalyse (menschlich, tierisch) - Blutverteilungsbild - Textil- und Faserspuren - Stichspuren in Kleidung - Bodenspuren - Lippen-, Ohr-, Hautspuren - Entomologie Physik / Elektronik - Untersuchung elektrischer Apparaturen - Elektronische Sicherungs- einrichtungen | Technische Formspuren - Schuh-, Reifen-, und Handschuhspuren - Werkzeug- und Passspuren - Mechanische Sicherungs- einrichtungen - Wiedersichtbarmachung entfernter Prägezeichen - Fahrzeugidentifizierung - Bekleidungsidentifizierung - Glasbruchanalyse - Tatrekonstruktion Waffen und Munition - Schusswaffen - Hieb- und Stoßwaffen - Pyrotechnik - Schussrichtungsanalyse - Schussenergiemessung - Waffen- und Sprengstoffrecht Urkunden - Passuntersuchungen - Papieranalytik - Druckanalytik - Druck- und Maschinenschriften | Computer- / Disk-Forensik - Analyse von Computer und Mobilgeräten + Sicherung - Datenanalyse / Data-Forensik - Analyse von Datenbeständen aus Anwendungen und Datenbanken + Sicherung Cybercrime - Datendiebstahl, -veränderung, -beschädigung - Ausspähen und Abfangen von Daten / Hacking - Identitätsdiebstahl / Phishing, Digitale Erpressung - Computerbetrug - Infizieren oder Sabotage von Computern, Schadsoftware, Bot-Netze - Cyber-Terrorismus, -krieg - Cyber-Mobbing, -bullying, -stalking - Cyber-Grooming, Sexting - Internetrecherche (BtM, Waffen, Kinderpornografie, etc.) Telekommunikations- überwachung (TKÜ) Funkzellenauswertung | Psychiatrie - Schuldunfähigkeits- beurteilung - Erkennen von psychischen oder neurologischen Erkrankungen - Kriminalprognose Operative Fallanalyse - Tätertypologie - Mustererkennung aufgrund soziologischer, kriminalistischer und kriminologischer Erfahrungen - Erstellen eines Täterprofils - Erkennen von Serienstraftaten | Daktyloskopie - Hand- und Fingerspuren - Leichenidentifizierung Handschriftenanalyse - Schriftanalyse - Schriftvergleichsanalyse Linguistik / Stimmanalyse - Phonetik - Herkunftsbestimmung - Vergleichsanalyse zur Personenidentifizierung Gesichtserkennung - 2D / 3D Vergleichsanalyse - Personenidentifizierung |

### Rechtsmedizin

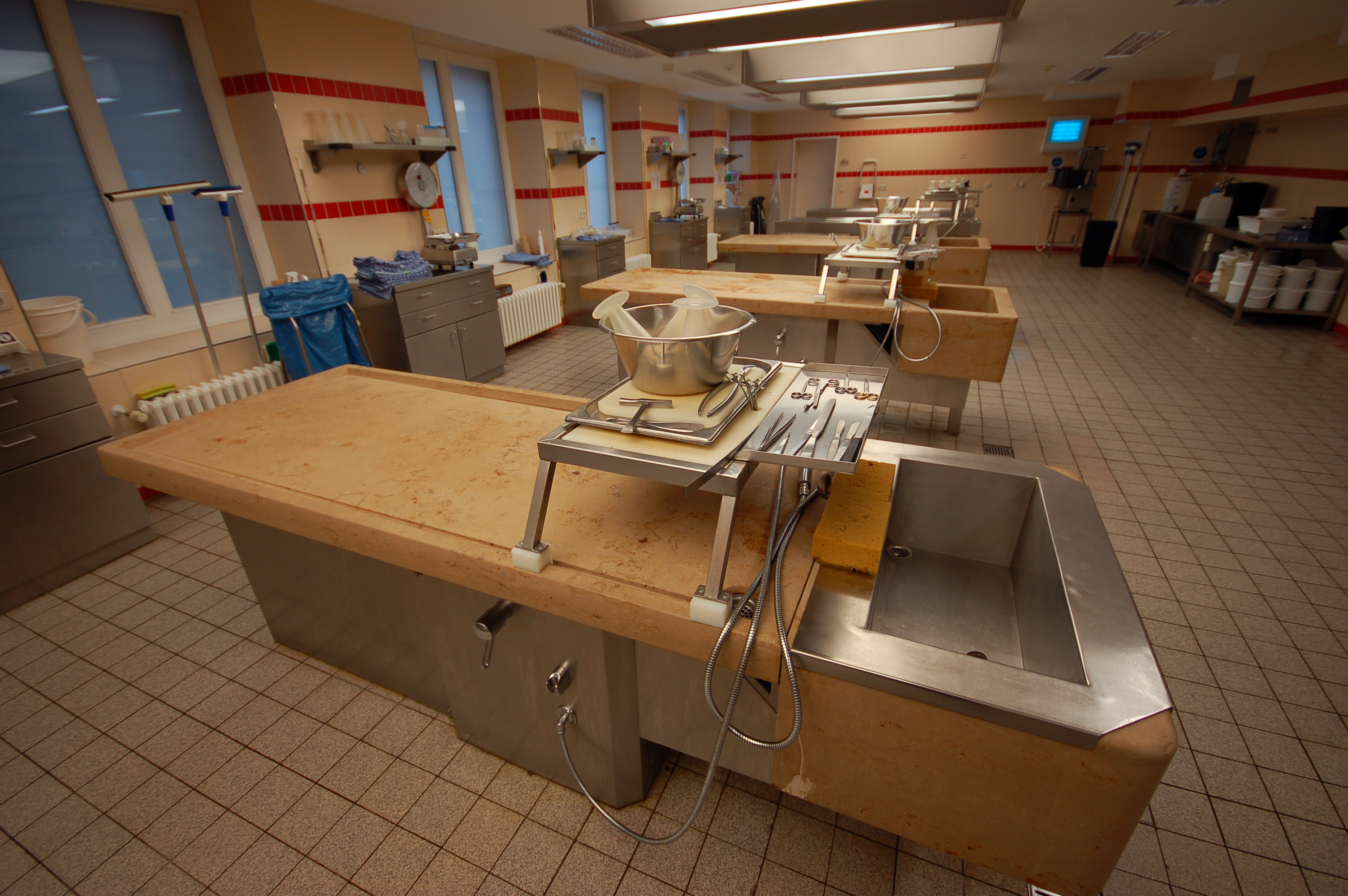
Obduktionssaal der Charité Berlin

Forensische Traumatologie ist ein Teilgebiet der Rechtsmedizin, das sich mit körperlichen Verletzungen befasst.
Die forensische Osteologie identifiziert Personen anhand des Skeletts, die forensische Zahnmedizin anhand des Zahnsystems, was insbesondere bei Opfern von Natur- und Verkehrskatastrophen sowie bei Verbrechensopfern angewandt wird. Die Thanatochemie umfasst die Untersuchung chemischer und biochemischer Vorgänge nach dem Tod, die klinische Chemie bei Lebenden.
Die weiteren Teilgebiete der Forensik werden unter den folgenden Sparten der Kriminaltechnik gefasst:

### Forensische Genetik
Die forensische Genetik befasst sich mit denjenigen Aspekten (straf)rechtlich relevanter Sachverhalte, die sich mit den Methoden der molekularen Genetik untersuchen lassen. Häufig wird dabei die Individualisierung angestrebt. Es soll z. B. eine biologische Spur an einem Tatort – ein Blutspritzer, eine Hautschuppe, ein Haar – eindeutig einer Person zugeordnet, also individualisiert werden. Oder es soll eine, z. B. durch Fäulnis visuell unkenntlich gewordene Leiche identifiziert oder, z. B. nach einer Naturkatastrophe, ein Leichenteil einer Leiche zugeordnet werden. Aber auch die „klassische“ Vererbungslehre findet ihre forensische Anwendung, wenn, häufig in gerichtlichem Auftrag, das biologische Abstammungsverhältnis von zwei oder mehr Personen festgestellt, wenn also ermittelt werden soll, ob z. B. ein Mann wirklich der Vater eines bestimmten Kindes oder eine Frau wirklich in mütterlicher Linie verwandt mit einer bestimmten Person ist. Die Grundlage für die genannten Untersuchungen ist die Erstellung eines oder mehrerer DNA-Profile.
Neben der Individualisierung kann aber auch die Kontextualisierung biologischer Spuren von erheblicher Bedeutung sein, die also die Rekonstruktion (von Teilen) des Tathergangs anhand der Analyse des Spurenbilds und dessen Zustandekommen gestattet. Häufig wird beispielsweise nach der biologischen Art einer Spur gefragt, also ob es sich bei einer sekretverdächtigen Spur um Speichel, Sperma, eine Mischung oder nichts davon handelt. Diese und viele weitere Fragen zur Kontextualisierung, etwa Zustands- und Zeitbestimmungen, sind nicht mittels DNA-Untersuchung zu klären, können aber durch Analyse von RNA-Molekülen im Spurenmaterial beantwortet werden, die Untersuchung ist dabei kompatibel und parallel durchführbar mit der DNA-Analyse. Damit eröffnet sich die Möglichkeit, ohne zusätzlichen Probenverbrauch auch bei kleinsten Tatortspuren nicht nur die Spurenart zu bestimmen, sondern auch das DNA-Profil des Spurenlegers zu typisieren.
Seit einiger Zeit werden zudem auch epigenetische Analysen in der forensischen Genetik vornehmlich zu den Zwecken der Spurenartidentifikation, zur Bestimmung des Alters eines Individuums und zur Unterscheidung eineiiger Zwillinge eingesetzt, außerdem wird die Möglichkeit des Einsatzes der Mikrobiom-Analyse zur Zuordnung von Individuen, Orten und Gegenständen erforscht.

### Forensische Traumatologie
Im Gegensatz zur klassischen Traumatologie besteht die Zielsetzung der forensischen Traumatologie darin, kriminologische Ursachen von Verletzungen, die durch eine Straftat verursacht wurden, festzustellen und zu analysieren. Hierzu werden unterschiedliche Formen von Gewaltanwendung gegeneinander abgegrenzt, die schwere Verletzungen oder den Tod des Opfers hervorrufen können. Um nähere Aussagen zum Tathergang machen zu können, beinhaltet die Analyse Aspekte der Biomechanik, durch die Aussagen dazu getroffen werden können, ob Verletzungen durch aktive oder passive Gewaltanwendung entstanden sind.
Rechtlich werden dabei Fahrlässigkeit und Vorsatz gegeneinander abgegrenzt, sowie Körperverletzung und Tötung und bei Letzterer wiederum Totschlag und Mord. Alternativ muss geprüft werden, ob die Verletzungen auf einen Unfall oder Unglücksfall zurückgeführt werden können. Suizid sowie ein Suizidversuch bleiben ohne strafrechtliche Folgen, wenn die betroffene Person bis zuletzt vollumfänglich selbst über die suizidale Handlung entscheidet, ohne zu dieser genötigt zu werden.
Die Ausbildung von Gerichtsmedizinern bietet für die folgerichtige Rekonstruktion von Verletzungsmechanismen beim Lebenden und Verstorbenen, eigens Kurse an, in denen für die forensische Traumatologie relevante Verletzungsbilder, in ihren unterschiedlichen Erscheinungsformen, gegeneinander abgegrenzt und unter juristischen Aspekten analysiert werden.

### Forensische Linguistik
Die forensische Linguistik untersucht geschriebene Sprache auf einen kriminologischen Aspekt hin (zum Beispiel bei der Feststellung des Urhebers eines Erpresserbriefes). Dabei wird der Text des unter Tatverdacht stehenden Autors (z. B. des Erpressers) unter linguistischen Gesichtspunkten mit anderen Texten desselben Autors (z. B. Geschäftskorrespondenz) abgeglichen. Durch diesen Abgleich werden Rückschlüsse auf die Identität des tatverdächtigen Autors gezogen. Je mehr Textmenge zum Abgleich zur Verfügung steht, umso höher ist die Wahrscheinlichkeit, dass die Identitätsfeststellung gelingt.
Hilfreich ist auch die „Kompatibilität“ der abzugleichenden Textsorten.
Forensische Untersuchungen von Handschriften zur Urheberidentifizierung oder zum Nachweis von Unterschriftsfälschungen erfolgen durch Schriftvergleichung.

### Forensische Phonetik
Die forensische Phonetik beschäftigt sich mit gesprochener Sprache (also etwa einem Erpresseranruf). Sie wendet phonetisches Wissen auf die Untersuchung von sprechertypischen Stimm- und Sprecheigenschaften eines Täters an.

### Forensische Toxikologie
Im Bereich der forensischen Toxikologie, in der es um den Nachweis von Giften und Drogen geht, überschneiden sich die Aufgabenstellungen mit den Aufgaben der Rechtsmedizin.

### Forensische Entomologie
Die forensische Entomologie wertet die sukzessive Besiedelung von Leichen durch Insekten aus, um Hinweise auf die Leichenliegezeit, Todesursache und Todesumstände zu ermitteln. Auch bei lebendigen Lebewesen, Lebensmitteln und Gebäuden ermöglicht die Auswertung von Insekten (sowie deren Eiern, Larven oder Kot) Rückschlüsse zum Tatverlauf, zeitlichen Abfolgen und Orten, an denen sich ein überlebendes oder verstorbenes Opfer befand.

### Forensische Psychiatrie und Psychologie
Die forensische Psychiatrie befasst sich mit der Schuldfähigkeit und der Einschätzung des Gefährlichkeitsgrades von Straftätern sowie deren Behandlung. Forensische Psychiatrie ist mittlerweile eine Schwerpunktbezeichnung, die von Fachärzten für Psychiatrie erworben werden kann. Sie schließt andere Zweige der Begutachtung, beispielsweise das Sozialrecht, und die Behandlung im Maßregelvollzug ein.
Die Rechtspsychologie ist eine mögliche mehrjährige Weiterbildung für Psychologen. Sie unterstützt, wie die forensische Psychiatrie, die Begutachtung der verminderten Schuldfähigkeit oder Schuldunfähigkeit von Angeklagten und solche der Gefährlichkeit von Straftätern. Darüber hinaus unterstützt sie Begutachtungen der Glaubwürdigkeit von Zeugen und vor allem Begutachtungen im Familienrecht, insbesondere bei Entscheidungen im Sorgerecht. Sie beschäftigt sich aber auch mit Prävention sowie fachlicher Information von nicht-psychologischem Fachpersonal (zum Beispiel Staatsanwälten, Richtern, Sozialarbeitern). Für alle Bereiche ist die Rechtspsychologie stärker als die Psychiatrie in Forschung involviert, wobei hier naturgemäß psychologische Themen im Vordergrund stehen (wie systematische Verzerrungen bei richterlichen Entscheidungsprozessen, Wahrnehmungsfehler bei der Identifikation von Verdächtigen durch Zeugen und Ähnliches). Die Rechtspsychologie erarbeitet und veröffentlicht vor allem Ergebnisse von rechtspsychologischer Grundlagenforschung.

### Forensische Schusswaffenuntersuchung
Die forensische Schusswaffenuntersuchung umfasst sowohl die Ballistik der jeweiligen Munition als auch alle sonstigen an und durch die verwendete Waffe hinterlassenen Spuren. Dabei werden Geschosse verglichen (zum Beispiel mit einem Vergleichsmikroskop) und Geschosswirkungen anhand vorheriger wissenschaftlicher Versuchsreihen beurteilt. Vormals wurde mittels der Comparative Bullet Lead Analysis versucht, Geschosse einer bestimmten Produktionscharge zuzuordnen, was sich aber als nicht wissenschaftlich haltbar herausstellte und daher wieder verworfen wurde.

### Technische Formspuren und Fingerabdrücke
In der Trassologie werden alle Arten technischer Formspuren untersucht, um beispielsweise einen Reifen- oder Schuhabdruck dem Profil einer individuellen Schuhsohle oder einer bestimmten Reifenmarke zuordnen oder ein zum Wohnungseinbruch eingesetztes Hebelwerkzeug identifizieren zu können. Die forensische Daktyloskopie wertet Fingerabdrücke aus.

### Forensische Altersdiagnostik
Die forensische Altersdiagnostik versucht, mit wissenschaftlichen Methoden das vermutete Lebensalter von Menschen einzugrenzen. Einsatzgebiete sind die Altersbestimmung von unbekannten Leichen sowie Leichen- und Skelettteilen, um darüber die Identifikation von unbekannten Toten aus Straftaten aber auch aus Unfällen und Katastrophen zu erleichtern. An lebenden Personen werden Untersuchungen vorgenommen, um Diagnosen zum wahrscheinlichen Vorliegen bestimmter Altersgrenzen im Jugendstrafverfahren und in der Jugendfürsorge aber auch über das Erreichen der Altersgrenze für den Renteneintritt zu machen.

### Wirtschaftsforensik
Das Gebiet der Wirtschaftsforensik umfasst die fachkundige Untersuchung betriebswirtschaftlicher und operativer Vorgänge rund um wirtschaftskriminelle Handlungen. Untersuchungen erfolgen einerseits auf Ebene der Buchhaltung (Forensic Accounting bzw. Forensische Rechnungsprüfung), andererseits durch fachliche Tiefenprüfungen, die jeweils Detailwissen von Sachverständigen über die jeweiligen Unternehmensbereiche und die dortigen Vorgänge und Abläufe erfordern.
Im Rahmen der wirtschaftsforensischen Tätigkeit werden Befragungen durchgeführt und es erfolgt häufig eine umfassende Sichtung von sichergestellten physischen und zunehmend digitalen Unterlagen, welche entsprechende Rückschlussmöglichkeiten eröffnen. Im Bereich digitaler Daten kommen sogenannte eDiscovery-Lösungen zur Durchführung der Sichtungstätigkeit zum Einsatz.

### Computer-Forensik
Die IT-Forensik beschäftigt sich mit der methodischen Aufklärung und gerichtsverwertbaren Beweissicherung von Daten auf IT-Systemen und IT-Infrastruktur, mit dem Ziel exakt herauszufinden was auf einem IT-System stattgefunden hat und wer verantwortlich ist.

### Bauforensik (optische)
Hauptsächlich geprägt durch Andreas O. Rapp, welcher diese Art der Baumängeluntersuchung seit 2014/2015 an der Leibniz Universität Hannover untersucht. Es handelt sich um Methoden vor allem für Bausachverständige und Baugutachter zur Nutzung (kriminal-)forensischer Ausrüstung für die Untersuchungen von Baumängeln z. B. mikrobieller Befall, Verschmutzungen, Verfärbungen, Leckagen, Mischungsfehler, Materialzuordnungen etc. Dabei kommen hauptsächlich Tatortlampen mit definierten Wellenlängenbereichen, Spezialbrillen und Forensikkameras mit entsprechenden Wellenlängenfiltern zum Einsatz.

### Forensic Engineering
Forensic Engineering ist das Teilgebiet des Ingenieurwesens, das die Ursachen und Verantwortlichkeiten schwerer ingenieurtechnischer Schadensereignisse oder Einstürze erforscht.

### Zweck der Analyse verschiedener körpereigener Materialien
| Material                                     | Analyse auf                                  |
| -------------------------------------------- | -------------------------------------------- |
| Blut                                         | BAK, Drogen / Medikamente, DNA-Merkmale      |
| Speichel                                     | DNA-Merkmale (meist Vergleichsmaterial)      |
| Urin                                         | Drogen / Medikamente                         |
| Haare (meist Kopfhaare, selten Schamhaare)   | Drogen / Medikamente (rückblickende Analyse) |
| Abstriche (Vagina, After, Mund, Penis, Haut) | Sperma-, Speichelgehalt, DNA-Merkmale        |

## Geschichte
Die Forensik im heutigen Sinne geht auf das 19. Jahrhundert zurück. In diesem Jahrhundert fanden wissenschaftliche Erkenntnisse zunehmend eine praktische Anwendung. Parallel setzte sich die Idee durch, dass ein Tatort eine Reihe wertvoller Informationen enthalten kann, die zur Aufklärung des Falls beiträgt. Einzelne forensische Praktiken sind jedoch wesentlich älter.

### Altertum

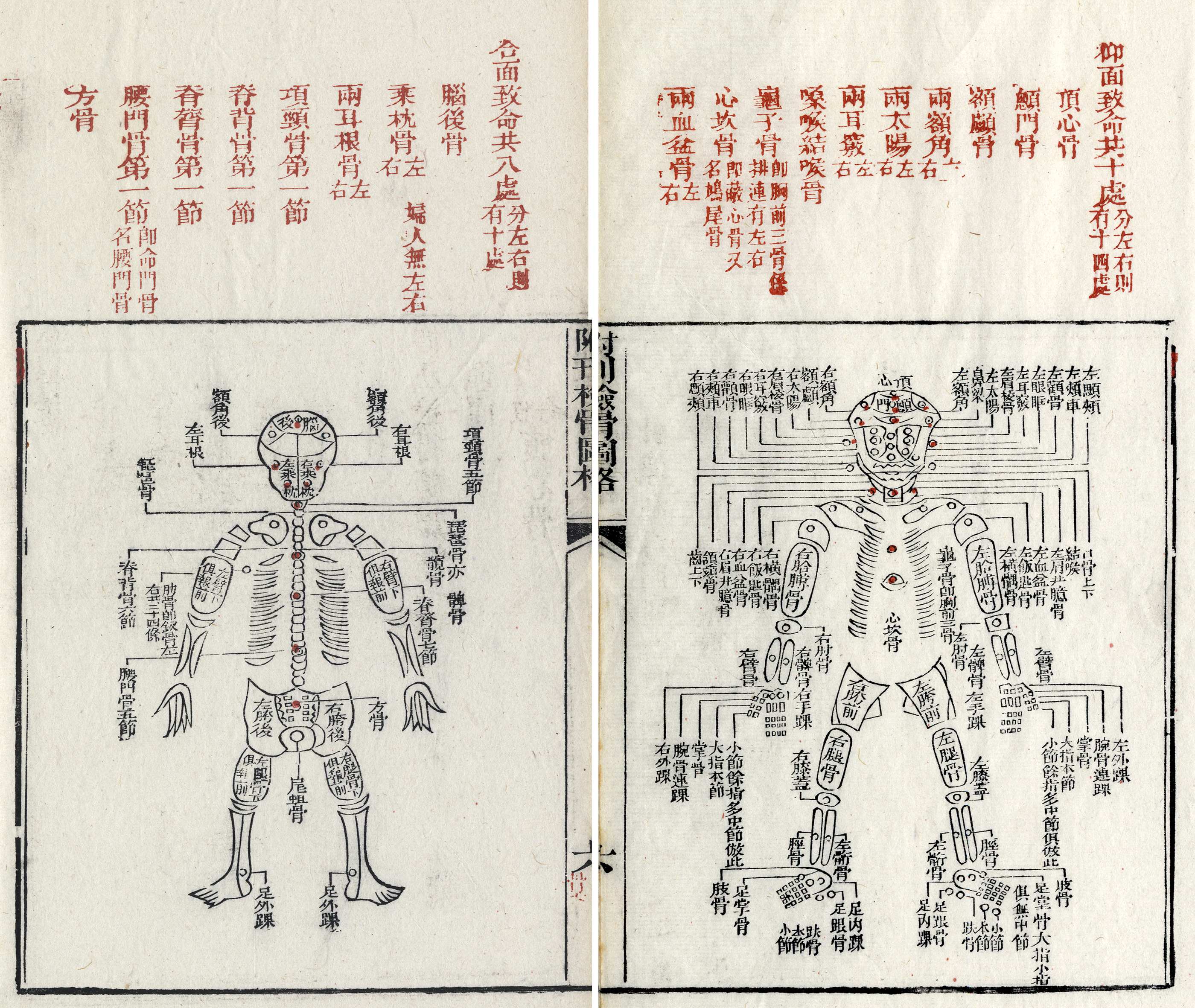
Namen der Knochen des Menschen in Song Ci: ‘Gesammelte Aufzeichnungen zur Tilgung von Ungerechtigkeiten’ (Sòng Cí: Xǐ-yuān lù jí-zhèng, Druckausgabe von 1843)

Im Altertum waren standardisierte forensische Praktiken weitgehend unbekannt. Untersuchungen von Kriminalfällen und Prozesse verließen sich häufig auf unter Folter erzwungene Geständnisse sowie Aussagen von Zeugen. Einzelne antike Quellen berichten jedoch von Techniken, die bereits forensische Methoden vorwegnahmen. Nach Vitruv sollte Archimedes den Gold-Gehalt einer vom Herrscher Hieron II. den Göttern geweihten Krone prüfen, ohne sie jedoch zu beschädigen. Der König verdächtigte den Goldschmied, ihn betrogen zu haben. Um die gestellte Aufgabe zu lösen, tauchte er einmal die Krone und dann einen Goldbarren (sowie einen Silberbarren), der genauso viel wog wie die Krone, in einen vollen Wasserbehälter und maß die Menge des überlaufenden Wassers. Die Krone verdrängte mehr Wasser als der Goldbarren. Dadurch war bewiesen, dass die Krone ein kleineres spezifisches Gewicht hatte und daher nicht ganz aus Gold gefertigt war.

### Aufzeichnungen zur Tilgung von Ungerechtigkeit
Das weltweit erste Werk zur Gerichtsmedizin mit dem Titel Aufzeichnungen zur Tilgung von Ungerechtigkeit (chinesisch 洗冤录 / 洗冤錄, Pinyin Xǐ yuān lù, W.-G. Hsi Yüan Lu) stammt von dem chinesischen Arzt Song Ci aus dem Jahre 1247. Der Autor beabsichtigte mit diesem Werk für amtliche Leichenbeschauer, der von ihm wiederholt beobachteten Verurteilung von Unschuldigen vorzubeugen.
Song Ci greift in diesem Werk historische Fallbeispiele auf, die er mit eigenen Erfahrungen verknüpft. Er fordert unter anderem, dass der ermittelnde Beamte verwundete oder getötete Personen nicht anderen überlassen, sondern selbst untersuchen solle – bei Leichen möglichst rasch, um Veränderungen durch Verwesung oder Manipulationen durch Dritte zuvorzukommen.
Nach Val McDermid beschreibt Song Ci in Aufzeichnungen zur Tilgung von Ungerechtigkeit auch den ersten dokumentierten Fall von forensischer Entomologie. Das Opfer war erstochen am Straßenrand aufgefunden worden. Der Leichenbeschauer kam, nachdem zuvor an einem Kuhkadaver die Schnittspuren verschiedener Klingen überprüft wurden, zu dem Schluss, dass es sich bei der Tatwaffe um eine Sichel handeln müsse. Er ordnete an, dass sich alle siebzig erwachsenen Männer der Umgebung mit ihrer jeweiligen Sichel zu ihren Füßen in einer Reihe aufstellten. Keine der Sicheln wies Blutspuren auf, jedoch zog eine Sichel, die einem Geldverleiher gehörte, Fliegen an. Er gestand, als der Leichenbeschauer ihm die Tat vorwarf.

### Vom 16. Jahrhundert bis zur Aufklärung
In Europa begannen ab dem 16. Jahrhundert Mediziner, Informationen über Todesursachen zu sammeln. Ambroise Paré, ein französischer Chirurg, untersuchte systematisch die Auswirkungen des gewaltsamen Todes auf Körperorgane, hielt fest, was auf einen Tod durch Blitz, Ertrinken, Erstickung, Gift oder Schlaganfall hinweise und zeigte auf, wie unterschieden werden könne, ob eine Wunde einem lebenden oder bereits verstorbenen Menschen beigebracht wurde. Mit der Aufklärung begann im 18. Jahrhundert allmählich ein der Rationalität verpflichtetes Denken sich durchzusetzen. Untersuchungen von Kriminalfällen basierten immer mehr auf Beweisen – dagegen wurde der Gebrauch von Folter zur Erzwingung von Geständnissen immer weniger von den Gerichten zugelassen und Todesfälle weniger mit Hexerei und anderen okkultistischen Ursachen in Verbindung gebracht. Als einer der ersten Fälle, deren Aufklärung allein auf Beweismaterial beruht, gilt der Mordfall Edward Culshaw im Jahre 1794. Culshaw starb an einem Kopfschuss von einer Pistole. Zu diesem Zeitpunkt waren Pistolen Vorderlader, bei denen Kugel und Pulver durch zusammengeknäueltes Papier im Lauf gehalten wurde. Als der Chirurg die Leiche von Culshaw untersuchte, fand er in der Schusswunde dieses Papier – es erwies sich als die herausgerissene Ecke eines Flugblattes. Bei dem Verdächtigen John Toms wurde das entsprechende Flugblatt mit der fehlenden Ecke gefunden und Toms auf dieser Basis als Mörder verurteilt.
Im 18. Jahrhundert begann außerdem eine Professionalisierung der Polizei. Die sogenannten Bow Street Runners, Londons erste professionelle Polizeieinheit, wurden 1742 von dem Londoner Magistrat Henry Fielding gegründet, der heute vor allem als Romanautor bekannt ist.

### 19. Jahrhundert

#### Marshsche Probe zum Nachweis von Gift und erste ballistische Beweisführung

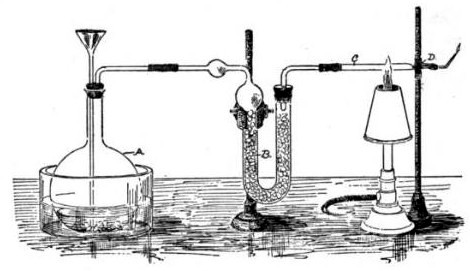
Aufbau für die sogenannten Marshsche Probe, mit der unter anderem Arsen nachgewiesen werden kann

Über viele Jahrhunderte war Gift eine der bevorzugten Mordmethoden, da es an entsprechenden Nachweismöglichkeiten für Vergiftungen fehlte. 1836 entwickelte der britische Chemiker James Marsh einen zuverlässigen Test für Arsenvergiftungen. Marsh hatte bereits 1832 in einem Mordprozess die Verwendung von Arsen nachweisen können – als er jedoch dem Gericht den Beweis vorführen wollte, hatte die Probe sich bereits so zersetzt, dass der Beschuldigte freigesprochen wurde. Für Marsh war dies der Anlass, auf Basis der Arbeiten des deutsch-schwedischen Apothekers Carl Wilhelm Scheele seinen Nachweis weiter zu verfeinern.
Fast zeitgleich zur Arbeit von Marsh klärte Henry Goddard, der den Londoner Bow Street Runners angehörte, erstmals einen Fall über eine ballistische Beweisführung auf. Joseph Randall, Butler im Haus einer Mrs Maxwell in Southampton, behauptete, er hätte erfolgreich einen Einbruch verhindert und dabei hätte der Einbrecher unter anderem auf ihn geschossen. Anhand der Spuren der gefundenen Kugel konnte Ballard jedoch nachweisen, dass die fragliche Kugel aus Randalls Waffe stammte. Konfrontiert mit dieser Behauptung, gestand Randall, dass er den Einbruch in Hoffnung auf eine Belohnung durch seine Arbeitgeberin fingiert habe.

#### Fingerabdruckverfahren

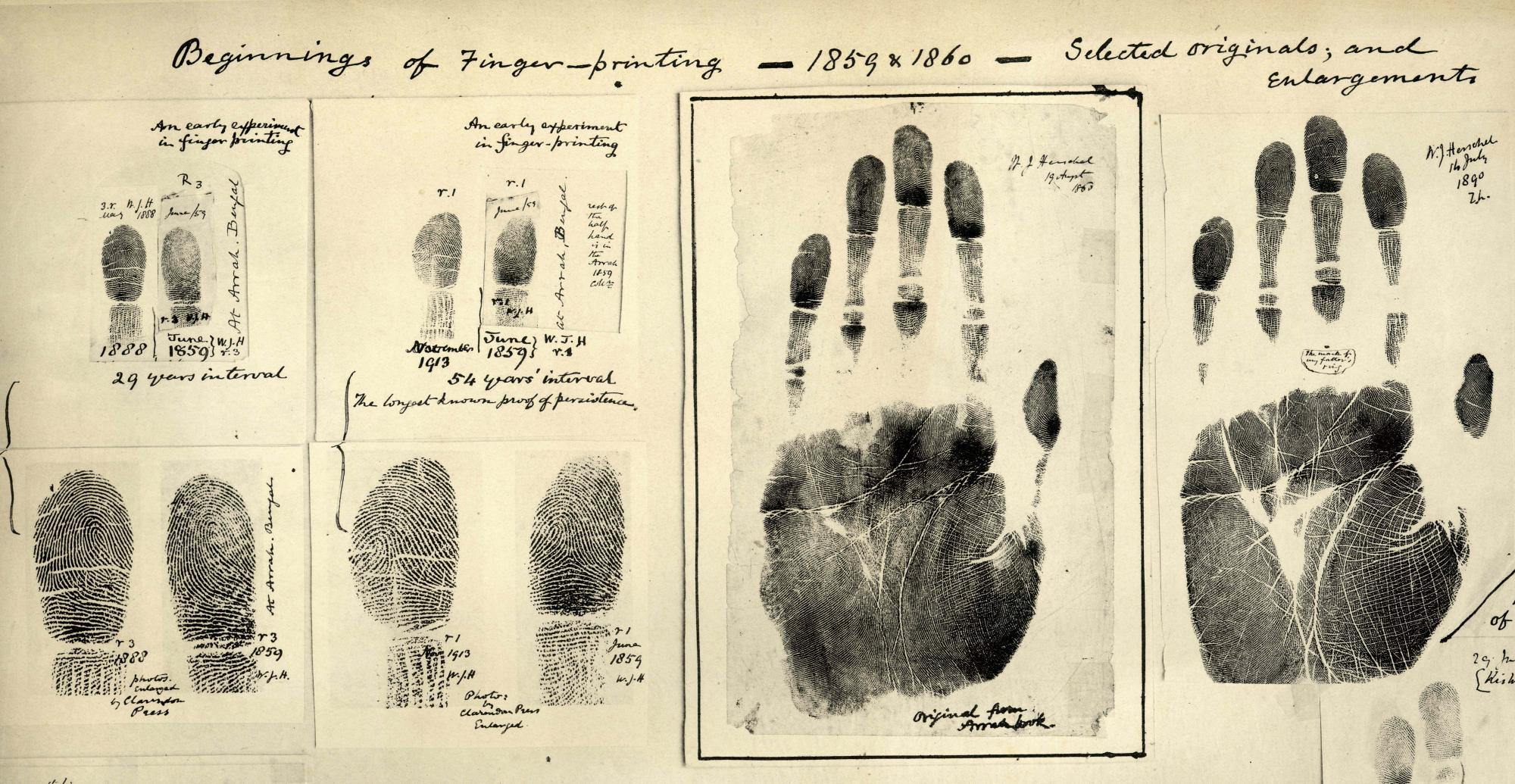
Die ersten von Herschel genommenen Finger- & Handabdrücke aus den Jahren 1859/60

Das Fingerabdruckverfahren ist das älteste aller biometrischen Verfahren. Sir William James Herschel (1833–1917), britischer Kolonialbeamter in Bengalen (Indien), war damit konfrontiert, dass nach der blutigen Niederschlagung des Indischen Aufstands von 1857 viele Inder passiven Widerstand leisteten, indem sie Verträge nicht einhielten oder Steuern nicht zahlten. Herschel kam auf die Idee, zusätzlich zur Unterschrift auf einem Kontrakt von seinen Vertragspartnern Hand- und Fingerabdrücke zu nehmen, um so die bindende Wirkung eines Vertrages zu unterstreichen. Herschel registrierte ab 1860 auf diese Weise auch Zahlungsempfänger, um Identitätsschwindel zu verhindern. Pensionsbetrug durch Mehrfachauszahlungen konnte er in der britischen Kolonialarmee so wirksam unterbinden. Trotz seiner Erfolge in Bengalen gelang es ihm nicht, dieses System über Indien hinaus durchzusetzen. Herschel erfasste auf diese Weise auch neu eingelieferte Straftäter, um so zu verhindern, dass diese einen anderen bezahlten, um die Strafe abzusitzen. Herschels Verdienst ist es, als erster über eine Sammlung verfügt zu haben, mittels derer er zeigen konnte, dass sich Fingerabdrücke im Zeitablauf nicht verändern und zur Identifizierung von Menschen dienen können. Unabhängig von Herschel kam der in Japan lebende Schotte Henry Faulds nach eingehenden Untersuchungen der menschlichen Hautleisten zu ähnlichen Erkenntnissen. Faulds war aufgefallen, dass japanische Töpfer so ihre Arbeiten kennzeichneten. Er machte 1880 den Vorschlag, die Fingerabdrücke am Tatort zur Überprüfung von Verbrechern zu nutzen und dafür alle zehn Finger zur Aufnahme von Fingerabdrücken zu daktyloskopieren. Seine Bemühungen führten jedoch zu keinem Erfolg. Dem Engländer Francis Galton (1822–1911) war es vorbehalten, das im Wesentlichen heute noch verwendete Klassifizierungssystem der Daktyloskopie zu entwickeln, welches der praktischen Verwendung als Identifizierungsmittel bei Polizeibehörden den Weg ebnete.
1891 gelang Ivan Vučetić in La Plata (Argentinien) die praktische Umsetzung der Prinzipien Galtons. Dank dieses, Daktyloskopie genannten, Systems war die argentinische Polizeibehörde die erste, die mit Hilfe von Fingerabdrücken einen Mord aufklärte. Im Juni 1892 wurde in einem Dorf in der Nähe von Buenos Aires die vierjährige Teresa Rojas und ihr sechsjähriger Bruder Ponciano tot aufgefunden. Ihre Mutter Francisca Rojas, die am Hals Schnittverletzungen aufwies, beschuldigte ihren Nachbarn Pedro Velázquez, in ihr Haus eingedrungen, die Kinder ermordet und sie verletzt zu haben. Velázquez dagegen behauptete auch unter Folter, unschuldig zu sein. Der ermittelnde Polizeiinspektor fand am Tatort einen blutigen Fingerabdruck, der nicht, wie erwartet, von Velázquez, sondern von Francisca Rojas stammte. Konfrontiert mit dem Beweis gab die Mutter zu, ihre Kinder ermordet zu haben, die einer Heirat mit ihrem Lebensgefährten im Wege standen. Argentinien war das erste Land, das systematisch Fingerabdrücke erfasste. Edward Henry, ein leitender Polizeibeamter in Britisch-Indien, entwickelte im ausgehenden 19. Jahrhundert zusammen mit zwei indischen Assistenten das sogenannte „Henry-System“, um Fingerabdrücke zu klassifizieren. Diese Codierung, sozusagen das Handlinien-Alphabet, ermöglicht den Experten erst einen Vergleich von individuellen Fingerabdrücken und wurde ab 1897 in ganz Britisch-Indien genutzt. 1901 wurde Henry nach Großbritannien zurückberufen, um dort das Criminal Investigation Department am Scotland Yard zu leiten und führte dort sofort ebenfalls dieses Klassifizierungssystem ein.

## Einzelbelege
1. ↑  Angus Stevenson, Lesley Brown: Shorter Oxford English dictionary on historical principles. 6. Auflage. Oxford University Press, Oxford 2007, ISBN 978-0-19-920687-2.
2. ↑  C. Courts, B. Madea: Ribonukleinsäure. In: Rechtsmedizin. Band 22, Nr. 2, 1. April 2012, ISSN 0937-9819, S. 135–144, doi:10.1007/s00194-011-0796-3 (springer.com [abgerufen am 26. Oktober 2017]).
3. ↑  Farzeen Kader, Meenu Ghai: DNA methylation and application in forensic sciences. In: Forensic Science International. Band 249, April 2015, S. 255–265, doi:10.1016/j.forsciint.2015.01.037 (elsevier.com [abgerufen am 26. Oktober 2017]).
4. ↑  Athina Vidaki, David Ballard, Anastasia Aliferi, Thomas H. Miller, Leon P. Barron: DNA methylation-based forensic age prediction using artificial neural networks and next generation sequencing. In: Forensic Science International: Genetics. Band 28, Mai 2017, S. 225–236, doi:10.1016/j.fsigen.2017.02.009.
5. ↑  Athina Vidaki, Celia Díez López, Elena Carnero-Montoro, Arwin Ralf, Kirsten Ward: Epigenetic discrimination of identical twins from blood under the forensic scenario. In: Forensic Science International: Genetics. Band 31, November 2017, S. 67–80, doi:10.1016/j.fsigen.2017.07.014.
6. ↑  Jarrad T. Hampton-Marcell, Jose V. Lopez, Jack A. Gilbert: The human microbiome: an emerging tool in forensics. In: Microbial Biotechnology. Band 10, Nr. 2, 1. März 2017, ISSN 1751-7915, S. 228–230, doi:10.1111/1751-7915.12699.
7. ↑  Mark Buchta, Dirk W. Höper, Andreas Sönnichsen (2004) Forensische Traumatologie Springer Link, aufgerufen am 9. November 2021.
8. ↑  Rechtsbegriffe der forensischen Traumatologie Thieme, aufgerufen am 10. November 2021.
9. ↑  Grundlagen der Kriminalistik und Kriminaltechnik von Ulf Steinert, aufgerufen am 10. November 2021.
10. ↑  Für den gesamten Absatz: Interview mit der forensischen Linguistin Isabelle Thormann: Sprachwissenschaftler im Dienste von Justitia. In: NJW-aktuell. Heft 26/2015, S. 12.
11. ↑  Berthold Mueller: Gerichtliche Medizin. Springer-Verlag, 2013, ISBN 978-3-662-27217-6, S. 141 ff.
12. ↑  Andreas Olze: Forensisch-odontologische Altersdiagnostik bei Lebenden und Toten. Dissertation. 2005.
13. ↑  Forensische Altersdiagnostik bei Jugendlichen und jungen Erwachsenen. In: Deutsches Ärzteblatt. Heft 18, 2004.
14. ↑  Arbeitsgemeinschaft für forensische Altersdiagnostik: Empfehlungen für die Altersdiagnostik bei Lebenden im Rentenverfahren.
15. ↑  Malte Buhse: Wirtschaftsforensiker: Auf der Jagd. In: Zeit online. 27. März 2013.
16. 1 2  Georg H. Jeitler: Forensische Ermittlungen: Probleme und Chancen durch digitale Arbeitsumwelten. In: Compliance Praxis. (2), 2017, S. 32–35, LexisNexis Verlag ARD Orac, Wien 2017.
17. ↑  e-fellows.net: Interview über die Tätigkeit als Wirtschaftsforensiker
18. ↑  Peter Schmitz, Stefan Luber: Was ist IT-Forensik? Abgerufen am 21. März 2023.
19. ↑  Praxisseminar „Optische Bauforensik“. Training mit Tatortlampen, Filterbrillen und Forensikkameras zur Aufklärung von Bauschäden, auf bau-forensik.eu
20. ↑  Val McDermid: Forensics – The Anatomy of Crime. 2014, Einleitung.
21. ↑  Elizabeth D. Schafer: Forensic Science. Hrsg.: Ayn Embar-seddon, Allan D. Pass. Salem Press, 2008, ISBN 978-1-58765-423-7, Ancient science and forensics, S. 40.
22. ↑  I. X. De Architectura, Vorwort, Paragraph 9–12, Deutsche Übersetzung bei Ivo Schneider Archimedes, Kultur und Technik, 1979, (pdf)
23. ↑  Val McDermid: Forensics – The Anatomy of Crime. 2014, S. 43.
24. ↑  Val McDermid: Forensics – The Anatomy of Crime. 2014, S. 66.
25. ↑  Val McDermid: Forensics – The Anatomy of Crime. 2014, Einleitung.
26. ↑  Hugh McMuigan: An Introduction to Chemical Pharmacology. P. Blakiston's Son & Co., Philadelphia 1921, S. 396–397 (google.com [abgerufen am 16. Dezember 2007]).
27. ↑  Val McDermid: Forensics – The Anatomy of Crime. 2014, Einleitung.
28. ↑  Val McDermid: Forensics – The Anatomy of Crime. 2014, S. 10.
29. ↑  Val McDermid: Forensics – The Anatomy of Crime. 2014, S. 118.
30. ↑  Val McDermid: Forensics – The Anatomy of Crime. 2014, S. 119.
31. ↑  Val McDermid: Forensics – The Anatomy of Crime. 2014, S. 120.
32. ↑  Val McDermid: Forensics – The Anatomy of Crime. 2014, S. 120.